# Sinopesa maculata
Sinopesa maculata is een spinnensoort in de taxonomische indeling van de bruine klapdeurspinnen (Nemesiidae).
Sinopesa maculata werd in 1995 beschreven door Raven & Schwendinger.